# Accident ferroviaire de Saint-Albain
L'accident ferroviaire de Saint-Albain a eu lieu le jeudi 1er août 1867 dans cette commune de Saône-et-Loire, sur la ligne Paris-Marseille de la Compagnie des chemins de fer de Paris à Lyon et à la Méditerranée. Il frappa les esprits à la fois par son bilan (six morts et une quarantaine de blessés) et par les circonstances dans lesquelles il s'était produit, qui engendrèrent des polémiques dans la presse.

## Circonstances
Au fur et à mesure que les compagnies de chemin de fer développaient leurs réseaux, elles s'efforçaient d'attirer une clientèle de loisirs en proposant des trains spéciaux à tarif réduit, qui dès les années 1850 furent couramment dénommés « trains de plaisir ». En 1867, à l'occasion de l'Exposition universelle ouverte en avril à Paris, ces offres promotionnelles se multiplièrent. Ainsi, le PLM, pour 50 francs par personne en deuxième classe et 30 francs en troisième
, avait-il organisé à l'intention de sa clientèle provençale un de ces trains, partant de Marseille dans l'après midi du 31 juillet et emmenant ses 750 passagers pour un voyage de douze jours à Paris.
Le convoi, portant le numéro 60, comportait dix-huit voitures, sept de deuxième classe et onze de troisième, et trois fourgons, deux en tête et un en queue, tirés par une seule locomotive. En retard de plus de trente minutes sur sa marche théorique, il était arrivé à Mâcon à 4 h 37 et en était reparti à 4 h 49. Dix minutes plus tard, alors qu'il roulait à environ 45 km/h entre les gares de Senozan et de Fleurville, six cents mètres après le poste de sémaphore de Saint-Pancrace qui lui avait donné voie libre, le mécanicien aperçut au sortir d'une courbe un homme lui faisant signe de s'arrêter en agitant un drapeau rouge. Il renversa aussitôt la vapeur en sifflant aux freins.

## L'accident
Malgré cette manœuvre, le train, emporté par son élan, et ne disposant de freins que sur le tender et les trois fourgons, ne put éviter d'aborder, trois cents mètres plus loin, une section de voie qu'une équipe d'ouvriers venait de dégarnir partiellement de ses rails. La locomotive, son tender et le premier fourgon de tête, séparés de la suite du train par rupture d'un attelage, roulèrent sur les traverses et par un heureux hasard franchirent sans encombre le vide d'environ quatre mètres, avant de se replacer correctement sur la voie. Il n'en alla cependant pas de même derrière eux : le second fourgon de tête dérailla et finit sa course en s'encastrant dans la paroi d'une tranchée, formant un obstacle sur lequel les autres véhicules du convoi vinrent buter en se télescopant, détruisant au passage les murs des propriétés riveraines de la voie, dont le presbytère.

## Secours et bilan
Sur ordre du chef de train, le mécanicien poursuivit aussitôt sa route vers Fleurville afin d'aller au devant d'un express devant arriver incessamment de Paris en sens inverse. Les ouvriers présents sur les lieux et les passagers indemnes, parmi lesquels un médecin militaire, improvisèrent les premières interventions d'urgence, en attaquant les carcasses disloquées à l'aide des outils du chantier. Ils furent rapidement rejoints par les habitants et le curé du village. La nouvelle de l'accident ayant été transmise par télégraphe, un train de secours fut envoyé de Mâcon, amenant également le préfet de Saône-et-Loire, M. Marlière, le secrétaire général de la préfecture, le procureur impérial et un juge d'instruction du Tribunal de grande instance. Venus des communes environnantes, six médecins ainsi que des sœurs de l'hospice de Pont-de-Vaux se joignirent par la suite aux sauveteurs.
Bien que déraillées, les onze voitures de queue n'avaient subi que peu de dommages, et leurs passagers étaient indemnes, ou légèrement contusionnés. En revanche, les sept voitures de deuxième classe placées en tête s'étaient imbriquées lors du choc, et la première avait été totalement défoncée sous la pression des suivantes, écrasant ses passagers. De leurs débris, on dégagea six morts, dont les corps furent déposés à l'église du village, toute proche, et une quarantaine de blessés, qui furent transportés chez les habitants des maisons voisines. Les vingt et un blessés les plus atteints furent embarqués à 16 h dans le train de secours qui les ramena à Mâcon où tous furent hospitalisés à l'Hôtel-Dieu, sauf l'un d'eux, qui se fit déposer dans un hôtel de la ville. Selon leur état, les autres, après avoir été pansés, soit restèrent sur place en attendant leur rétablissement, soit rentrèrent dans leur ville d'origine, soit poursuivirent leur voyage vers Paris avec les passagers indemnes.
La cérémonie d'obsèques des six tués de l'accident eut lieu dès le lendemain dans l'église de Saint-Albain, en présence de M. Bouillet, secrétaire général de la préfecture, représentant le préfet, retenu par l'organisation des élections, et d'une foule venue en nombre du village et des alentours.

## Suites

### La polémique
Les sources de renseignement encore embryonnaires dont disposaient les journaux de l'époque les contraignaient souvent, faute de mieux, à rapporter des événements en se bornant à reproduire ou bien des communiqués officiels, ou bien des articles de leurs confrères mieux informés, ou bien des témoignages lorsqu'ils pouvaient en recueillir. Ainsi, sur le déraillement de Saint-Albain, la plus grande partie de la presse parisienne se contenta de citer abondamment des articles du Journal de Saône-et-Loire et du  Salut public de Lyon. Deux quotidiens parisiens firent cependant état d'informations émanant des passagers eux-mêmes. Le Petit Journal publia en seconde main des extraits sans intérêt d'une lettre d'un voyageur indemne. Le Figaro, en revanche, se prévalut d'une information de première main en reproduisant à la une la lettre d'un autre passager rescapé, directement adressée à son directeur  et relatant en détail l'accident. Parmi les nombreuses indications circonstanciées contenues dans ce courrier, figurait comme « chose digne de remarque » la passivité des « paysans » de Saint-Albain « qui, les mains dans leurs poches, regardaient sans aider », seul le curé du village ayant, selon le rédacteur de la lettre, fait preuve de dévouement.
Ce jugement jetant l'opprobre sur la population locale, et suggérant confusément l'arriération du monde rural suscita non seulement l'indignation des habitants de la commune mais aussi de nombreuses réactions dans la presse. Certains éditorialistes s'en firent l'écho en semblant l'accréditer. Ainsi, celui de La Presse insista sur l'exemplarité de la conduite du curé, méritant une « éclatante récompense ». De même, Timothée Trimm, rédacteur au Petit Journal, désavoua l'apathie des paysans, puisque selon lui « ce n'est pas uniquement par devoir d'humanité, mais aussi par reconnaissance » qu'ils auraient dû assister les accidentés du chemin de fer, compte tenu des avantages qu'il leur apporte. Toutefois la plupart des autres journaux se démarquèrent des critiques publiées dans Le Figaro en insistant au contraire sur le comportement sans reproche des villageois, dont attestaient les félicitations et remerciements adressés aussi bien par les autorités que par les voyageurs accidentés. Ainsi, selon Le Constitutionnel : « Aux cris que poussaient les malheureuses victimes de l'événement, la population tout entière fut bientôt sur pied. A l'exemple de son respectable desservant, elle s'empressa de prodiguer ses soins aux blessés. La cure fut transformée en ambulance, ainsi que les maisons les plus voisines »
Le dénigrement public des habitants de Saint-Albain pouvait s'analyser comme une diffamation relevant de l'article 13 de la loi du 17 mai 1819 sur les délits de presse, applicable à l'époque. Aussi, afin d'obtenir que Le Figaro rectifie son information initiale, le curé, puis le maire, adressèrent-ils les 6 et 7 août des courriers de protestation demandant à son rédacteur en chef de les insérer, sous peine de recours aux voies légales, mais celui-ci le refusa. Dans un entrefilet d'une sécheresse hautaine, il déclarait avoir inséré « au panier » leur requête qui contenait une mise en demeure « inconvenante », et affirmait qu'en tout état de cause l'appréciation du comportement des habitants relevait de la seule responsabilité de son correspondant, dont il qualifiait la lettre de « remarquable ».
Ce refus déclencha une série d'échanges aigres-doux entre ce journal et le quotidien catholique L'Univers, auquel le curé de Saint-Albain avait communiqué sa lettre de protestation, et qui la reproduisit en blâmant l'attitude du Figaro.
En réponse à cette parution, deux jours plus tard, Le Figaro, bien que ne revenant pas sur sa position de principe, publia  une nouvelle lettre de son correspondant occasionnel. Celui-ci, se réclamant du soutien de six autres voyageurs, fustigeait L'Univers et confirmait ses accusations, mais en les édulcorant sensiblement jusqu'à les réduire à des griefs anecdotiques. Dès le lendemain, L'Univers prit ironiquement acte de cette démarche alambiquée rendant à contrecœur justice aux villageois calomniés.
La menace d'une action judiciaire se précisant, Le Figaro, pour éviter les poursuites, finit par publier avec réticence la lettre que son rédacteur avait naguère refusée.
Par la suite, le journal se déjugera expressément en reconnaissant que « le reproche d'indifférence et d'inhumanité qu'on a gratuitement fait peser » sur les habitants du village, était une « injure imméritée » , revirement dont L'Univers le félicitera.

### Les responsabilités
Dans le cadre de l'instruction judiciaire ouverte après les faits, une enquête avait été confiée à un expert, M. Jacques Reboul, ingénieur divisionnaire des Ponts-et-Chaussées. En conclusion de son rapport, celui-ci identifiait deux causes à l'accident : la voie avait été coupée par un chantier, et l'interception n'avait pas été signalée correctement, formulation synthétique résumant en réalité une regrettable série de fautes ou d'erreurs humaines. La justice en imputa la responsabilité à cinq employés de la voie, qui furent inculpés en application de l'article 19 de la loi du 15 juillet 1845 et traduits devant le Tribunal correctionnel de Mâcon. Leur procès, à l'occasion duquel dix neuf témoins furent entendus, mit directement en lumière les manquements, négligences, oublis, erreurs de jugement, qui pouvaient leur être reprochés, et pour lesquels ils furent condamnés. Il révéla aussi, au-delà des fautes individuelles, les déficiences de l'organisation et du fonctionnement des premières compagnies de chemin de fer et leur incidence désastreuse sur la sécurité.

#### L'enchaînement des fautes individuelles
À l'endroit du déraillement, une brigade de dix poseurs de voie s'était déployée à partir de 4 heures 30 afin de mettre à profit l'intervalle entre le dernier train de la nuit et le premier du matin pour remplacer quelques traverses. Avant qu'elle n'entame son travail à 5 heures, son responsable, le brigadier poseur Varennes, avait chargé deux hommes de son équipe de vérifier que pendant la durée du chantier aucun train n'arriverait dans les deux directions. Au sud, le poseur titulaire Mients était passé, en venant prendre son service, par le poste de sémaphore de Saint-Pancrace où le garde de nuit Commerson lui avait indiqué qu'à sa connaissance tous les trains prévus étaient déjà passés. Au nord, le poseur supplémentaire Beau s'était rendu cinq cents mètres plus loin à la gare de Fleurville où le garde de nuit Meunier lui avait indiqué qu'un express devait descendre de Dijon, mais qu'aucun train remontant de Mâcon n'était prévu avant le train de marchandises 1304.
En réalité, les renseignements obtenus étaient faux puisque la gare de Fleurville avait reçu de l'inspection de Lyon une dépêche annonçant pour ce jour-là le passage du train 60 à l'heure où étaient prévus les travaux. Toutefois, par suite d'un fâcheux concours d'erreurs et d'oublis, l'information n'était pas parvenue aux intéressés.
En premier lieu, le piqueur Billaudon, en service à la gare de Fleurville, avait bien transmis la dépêche de Lyon au sémaphore de Saint-Pancrace, mais en mentionnant non la date du 1er août qu'elle indiquait, mais celle du 31 juillet. Or, au sémaphore, le garde titulaire Guichard, qui aurait sans doute pu rectifier l'erreur, s'était absenté sans autorisation pour aller aider son beau-père à battre le blé, et le garde de nuit Commerson, à qui il avait demandé de le remplacer, n'avait pas l'expérience nécessaire pour la déceler.
En second lieu, la dépêche initiale donnant l'information exacte avait bien été affichée sur une ardoise à la gare de Fleurville par le facteur Chapuis, mais n'avait pas été consultée par le garde de nuit Meunier, qui ignorait donc que le train 60 était attendu lorsqu'il avait renseigné le poseur Beau.
Même ayant la certitude qu'aucun train ne passerait, le brigadier poseur Varennes ne pouvait réglementairement démarrer le chantier qu'après l'avoir fait couvrir contre la survenue d'un hypothétique train. Il devait à cet effet envoyer l'un de ses hommes muni d'un drapeau rouge jusqu'au poste de sémaphore de Saint-Pancrace, situé à environ six cents mètres de là. Pour accomplir cette mission, qualifiée de « travail de fainéant» par les ouvriers témoignant au procès, il désigna le poseur supplémentaire Monin, qui compte tenu de ses faibles capacités physiques et intellectuelles lui semblait le moins utile aux travaux, puis demanda sans plus attendre aux autres ouvriers de commencer à déboulonner les rails.
Parvenu à mi-chemin, Monin entendit dans le lointain un coup de sifflet lui semblant être celui d'un train en approche, et plutôt que se hâter de remonter vers lui afin de l'arrêter, s'affola et rebroussa chemin pour avertir son chef. Toutefois celui-ci, considérant que le son provenait sans doute d'un bateau naviguant sur la Saône, le renvoya immédiatement vers le sémaphore, et, malgré les objurgations de ses subordonnés le pressant de rétablir la voie, ordonna la poursuite des travaux. Le train survint alors que Monin avait parcouru seulement trois cents mètres, distance trop courte pour qu'il puisse être stoppé à temps.

#### Les condamnations
Les fautes commises par Varennes étant, selon les termes du jugement, « la cause principale et déterminante » du déraillement, le tribunal, bien que prenant acte de son dévouement lors des opérations de secours, le condamna à un an de prison et 200 francs d'amende. Les quatre autres prévenus furent juste punis de peines de prison variables, la plus lourde, de deux mois, pour le garde Guichard, sans responsabilité directe dans le drame mais dont l'absence à son poste sans autorisation fut qualifiée de « désertion », et la plus légère, de quinze jours, pour le poseur auxiliaire Monin, dont l'audition lors du procès avait confirmé des faiblesses proches de la débilité, le piqueur Billaudon et le garde Meunier écopant chacun d'un mois.
Sanctionnés pénalement comme responsables de l'accident, les cinq agents de la voie ne devaient pas pour autant être condamnés à réparer les dommages causés aux victimes. Faisant application de l'article 1384 alinéa 3 du Code civil, le tribunal déclara la Compagnie du PLM civilement responsable des fautes commises par ses employés, après avoir pointé dans son jugement un certain nombre de dysfonctionnements pouvant lui être imputés.

#### Les  déficiences de la compagnie en matière de sécurité
L'enchaînement fatal des fautes individuelles ayant conduit au déraillement révélait qu'alors que le trafic du PLM était en constante progression, son organisation et son fonctionnement laissaient encore une part trop grande à l'à-peu-près et à l'improvisation, la sécurité dépendant largement de la diligence et de l'initiative de personnels sous-payés. 
Estimant que ce constat pouvait être généralisé à toutes les compagnies de chemin de fer, peu après l’événement, un éditorialiste critiquait leur souci « de réduire les frais d'exploitation, afin de pouvoir servir des dividendes plus élevés », alors qu'au contraire leurs employés auraient dû être « plus nombreux, et surtout plus instruits et plus intelligents », exigence impliquant qu'ils soient mieux rémunérés. Quelques jours plus tard, dans le même quotidien, le journaliste Pierre Baragnon dénonçait certaines lacunes à l'origine de l'accident et préconisait des mesures pour les pallier.
L'audition des prévenus et des témoins lors du procès devant le Tribunal correctionnel de Mâcon confirma la pertinence de ces critiques, en mettant en lumière une multitude de déficiences en matière de sécurité. Le jugement les mentionna comme « causes secondaires » en dénonçant pêle-mêle l'inobservation des règlements, les techniques à risques des travaux de voie, les processus défectueux de transmission des ordres, l'insuffisante formation des personnels à leurs tâches, les carences dans leur surveillance, défauts auxquels il ajouta l'inadaptation du dispositif de freinage à la composition du convoi. Tirant les leçons du procès et de son verdict, dans un nouvel article de La Presse, Pierre Baragnon en appelait à la responsabilité morale des compagnies, les invitant à « de promptes réformes ».